# RealPlayer
Real Player este un player media dezvoltat de compania Real Networks și dezvoltat pentru platformele Microsoft Windows, Mac OS X, Linux, Solaris, Android, Symbian și Palm OS. Software-ul include formatele MP3, MPEG-4, QuickTime, Windows Media, versiunile proprietare ale RealAudio și RealVideo și altele. 

## Caracteristici

### Suport fișiere media
- formate: RealMedia (*.ra, *.rm), RealVideo (*.rv, *.rm, *.rmvb), RealPix (*.rp), RealText (*.rt), RealMedia Shortcut (*.ram, *.rmm)
- streaming: RealTime Streaming Protocol (rtsp://), Progressive Networks Streaming Protocols (pna://, pnm://), Microsoft Windows Media Streaming Protocol (mms://), Real Scalable Multicast (*.sdp), Synchronized Multimedia Integration Language (*.smil, *.smi)
- Audio: MP3 (*.mp3, *.mp2, *.mp2, *.m3u), CD Audio (*.cda), WAV (*.wav), AAC/aacPlus v1 (*.aac, *.m4a, *.m4b, *.mp4, *.acp, *.m4p), Apple Lossless, AIFF (*.aif, *.aiff), AU Audio Files (*.au), Panasonic AAC (*.acp)
- Video: DVD (*.vob), Video CD (*.dat), MPEG Video (*.mpg, *.mpeg, *.m2v, *.mpe etc.), AVI (*.avi, *.divx), MJPEG video playback from .avi files, Windows Media (*.wma, *.wmv etc.) (requires Windows Media Player 9/10), QuickTime (*.mov, *.qt) (Quick Time Player must be installed), Adobe Systems Flash (*.swf) (Flash or Shockwave Player must be installed), Flash Video (*.flv)
- Playlist: (*.rpl, *.xpl, *.pls, *.m3u)
- Grafică: Bitmap (*.bmp), GIF Images (*.gif), JPEG Images (*.jpeg, *.jpg), PNG (*.png)

### Formate suportate opțional de extensii
- AT&T A2B (*.a2b, *.mes)
- Adobe Systems SVG (*.svg)
- Audible Audio (*.aa)
- Object Video (*.obv)
- Luidia eBeam (*.wbs)
- Envivio (*.mp4)
- EVEN Technologies PSI Video (*.psi, *.fxv)
- Liquid Audio (*.la, *.lmsff, *.lqt *.lavs *.lar *.la1 )
- Nullsoft Streaming Video
- RichFX (*.vpg, *.wgs)

## Ediții
- RealPlayer for Windows
- RealPlayer for Linux/Unix
- RealPlayer pentru Linux/Unix
- RealPlayer for Android
- RealPlayer for Symbian
- RealPlayer for Palm

1. ↑  App Store: Version History: 1.2.3  Dec 13, 2022 (în engleză), 13 decembrie 2022, accesat în 29 iunie 2023